# Los Andes (tỉnh Chile)
Tỉnh Los Andes (tiếng Tây Ban Nha: Provincia de Los Andes) là một tỉnh của Chile. Tỉnh có diện tích 3217.7 km2, dân số theo điều tra năm 2002 là 95474 người. Tỉnh lỵ đóng ở Los Andes. Tỉnh có 4 khu tự quản.